# Semaine 9
D'après la norme ISO 8601, une semaine débute un lundi et s'achève un dimanche, et une semaine dépend d'une année lorsqu'elle place une majorité de ses sept jours dans l'année en question, soit au moins quatre. Dès lors, la semaine 9 est la semaine du neuvième jeudi de l'année. Ce faisant, elle suit la semaine 8 et précède la semaine 10 de la même année.
La semaine 9 est toujours la semaine du 1er mars, sauf dans le cas d'une année bissextile commençant un jeudi. Dans les années bissextiles, la semaine 9 est toujours celle du 29 février, sauf dans le cas d'une année bissextile commençant un vendredi. 
Elle commence au plus tôt le 23e jour du mois de février et au plus tard le 1er jour du 
mois suivant. Elle se termine au plus tôt le 1er mars et au plus tard le 7.

## Notations normalisées
La semaine 9 dans son ensemble est notée sous la forme W09 pour abréger.
| Jour de la semaine 9 | Notation |
| -------------------- | -------- |
| Lundi                | W09-1    |
| Mardi                | W09-2    |
| Mercredi             | W09-3    |
| Jeudi                | W09-4    |
| Vendredi             | W09-5    |
| Samedi               | W09-6    |
| Dimanche             | W09-7    |

## Cas de figure
| Cas | Le neuvième jeudi de l'année tombe… | En année commune, le 1er janvier est… | L'année est une année… | La semaine 9 débute… | La semaine 9 s'achève… | Premier cas après 2008 |
| --- | ----------------------------------- | ------------------------------------- | ---------------------- | -------------------- | ---------------------- | ---------------------- |
| 1   | Le 26 février                       | Un jeudi                              | D                      | Le lundi 23 février  | Le dimanche 1er mars   | 2009                   |
| 2   | Le 27 février                       | Un mercredi                           | E                      | Le lundi 24 février  | Le dimanche 2 mars     | 2014                   |
| 3   | Le 28 février                       | Un mardi                              | F                      | Le lundi 25 février  | Le dimanche 3 mars     | 2013                   |
| 4   | Le 1er mars                         | Un lundi                              | G                      | Le lundi 26 février  | Le dimanche 4 mars     | 2018                   |
| 5   | Le 2 mars                           | Un dimanche                           | A                      | Le lundi 27 février  | Le dimanche 5 mars     | 2017                   |
| 6   | Le 3 mars                           | Un samedi                             | B                      | Le lundi 28 février  | Le dimanche 6 mars     | 2011                   |
| 7   | Le 4 mars                           | Un vendredi                           | C                      | Le lundi 1er mars    | Le dimanche 7 mars     | 2010                   |
| 8   | Le 26 février                       | Un jeudi                              | DC                     | Le lundi 23 février  | Le dimanche 29 février | 2032                   |
| 9   | Le 27 février                       | Un mercredi                           | ED                     | Le lundi 24 février  | Le dimanche 1er mars   | 2020                   |
| 10  | Le 28 février                       | Un mardi                              | FE                     | Le lundi 25 février  | Le dimanche 2 mars     | 2008                   |
| 11  | Le 29 février                       | Un lundi                              | GF                     | Le lundi 26 février  | Le dimanche 3 mars     | 2024                   |
| 12  | Le 1er mars                         | Un dimanche                           | AG                     | Le lundi 27 février  | Le dimanche 4 mars     | 2012                   |
| 13  | Le 2 mars                           | Un samedi                             | BA                     | Le lundi 28 février  | Le dimanche 5 mars     | 2028                   |
| 14  | Le 3 mars                           | Un vendredi                           | CB                     | Le lundi 29 février  | Le dimanche 6 mars     | 2016                   |

1. 1 2 3  Dans ce cas précis, l'année compte une semaine 53.